# Fresa (argot)

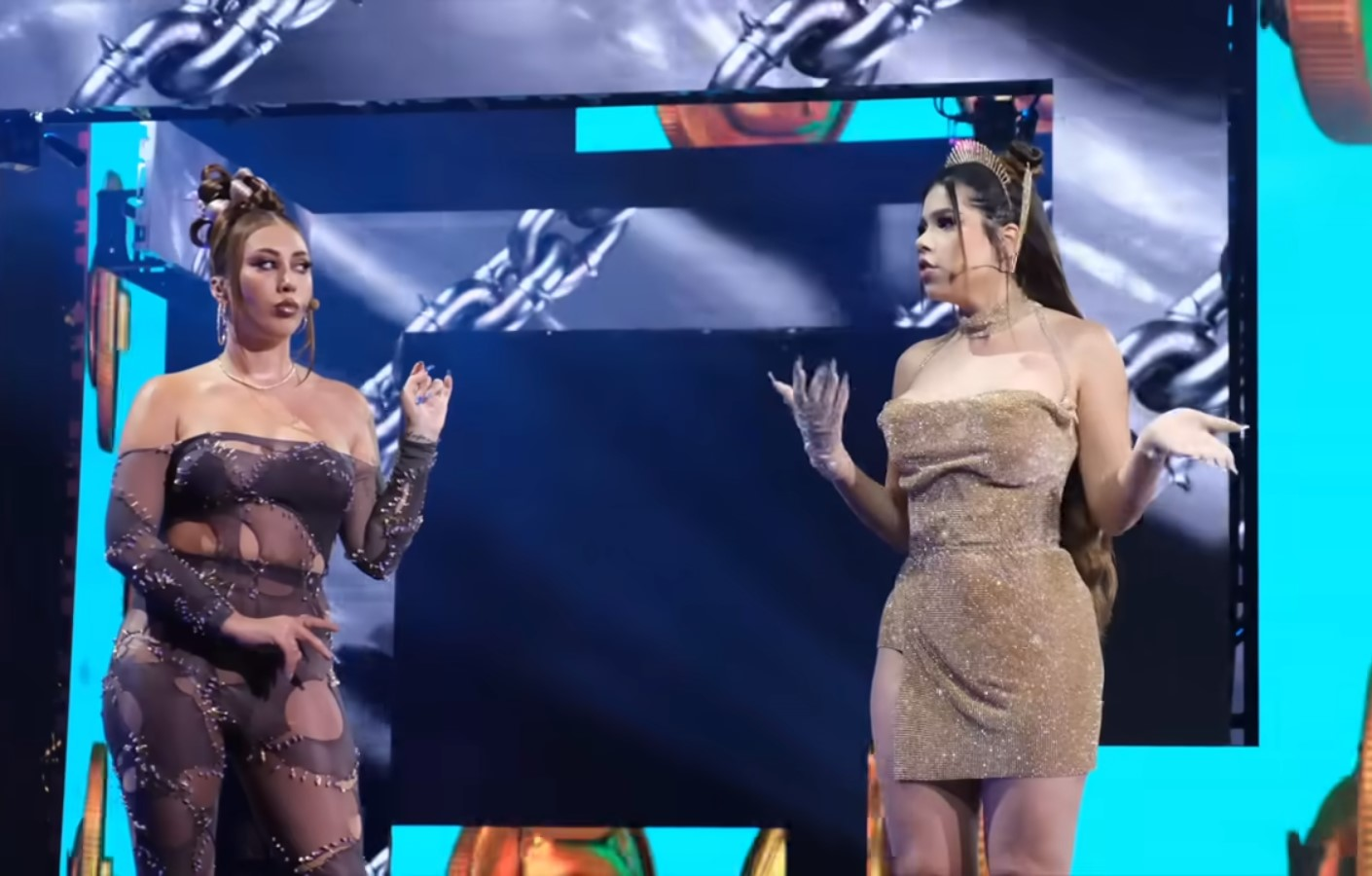
Kali Uchis y Kenia Os, ejemplos de moda fresa

«Fresa» es un término peyorativo y coloquial usado en el español mexicano y partes de América Latina para describir a una persona que pertenece a una clase social económicamente privilegiada o simula serlo, es sensible al trato social hacia ella, se ofende fácilmente, vive aislada de la realidad social, habla en inglés la mayoría del tiempo, es ingenua en su relación con la sociedad y no se arriesga a contravenir normas y leyes. El término también es usado para describir una subcultura de jóvenes que, por la definición tradicional de la palabra, provienen de una familia de clase alta, poco educada. La palabra fue utilizada originalmente por adolescentes y adultos jóvenes, aunque su uso se ha extendido a otros grupos de edad. Esta descripción nació en 1968, en las olimpiadas desarrolladas en México. Como parte del protocolo, se dispusieron mujeres como anfitrionas o edecanes en los diversos espacios deportivos y culturales. A estas mujeres se les uniformó con unos vestidos con el logotipo de México 68 impreso en el color de la fresa, diseñado por el arquitecto Pedro Ramírez Vásquez. La mayoría de ellas provenían de una universidad privada, la más cara de su colegiatura en el país en ese momento: la Universidad Iberoamericana. Por esto, a todos los de clases privilegiadas se les empezó a llamar «fresa». Al inicio era un adjetivo únicamente aplicado para mujeres, pero luego se generalizó a hombres y mujeres.

## Uso sociolingüístico
Desde que ha entrado en uso, el término se ha referido a los estilos de vida específicos, comportamientos, hábitos y otras características que no tienen relación específica con el estatus económico o étnico, pero que de alguna manera se convirtieron en factores del fenómeno cuando estos estilos de vida, aspectos que sólo se pueden encontrar en un círculo de clase alta. Aunque no es críticamente necesario, porque pertenecer a un grupo de fresas» corresponde a la forma en que uno piensa y actúa. El término se ha hecho popular en otros países latinoamericanos debido a la popularidad internacional de programas de televisión con personajes «fresas». En Venezuela hay una palabra para el mismo grupo, que es «cotufa», que literalmente significa palomitas de maíz. Supuestamente, la razón de este término se debe a la comparación del «cerebro de uno a una pieza de palomitas de maíz» [cita requerida]. Un término más cercano sería la palabra «sifrina», que está directamente relacionado con las personas mimadas y de clase alta.
«Fresa» es a veces considerado el estereotipo opuesto de «naco». Sin embargo, no siempre es una palabra despectiva. Tradicionalmente, los adolescentes que asisten a escuelas caras o tienen padres ricos (y tienen más probabilidades de ser «fresas») se llaman «niños bien» o «gente bien». El acento «fresa» también es diferente del acento mexicano de algunas regiones, con un mayor acento establecido y un tono diferente. Mientras que originalmente, la mayor parte de la clase alta educada considerada como «fresas» tenía un vocabulario adecuado en concordancia con su educación, crianza y estatus; hoy en día los «fresas» tienen una forma de hablar que se considera frívola y muchas veces sin educación por parte de grupos intelectuales en México.[cita requerida]

"nuestros yuppies serían la primera generación de estadounidenses nacidos en México"

 trans. our yuppies would be the first generation of Unitedstaters born in Mexico
Carlos Monsiváis

Las cosas se remontan a finales de los años 70 y 80 cuando (por primera vez en la sociedad mexicana) niños, adolescentes e incluso adultos jóvenes comenzaron a usar el comportamiento «fresa» estereotípicamente como una forma de dar una falsa impresión (engañosa) de su realidad social, económica y educativa. Desde entonces, esa tendencia predominó como corriente entre los mexicanos hasta que nuevas subculturas recientes (y más bien contrarias) se han levantado y reemplazado, como «emos», «goths", «darks", «punketos», «tech-savvy teens», «metrosexuales», «barrio», «chúntaros», «bronies», «rancholos», «cosplayers», etc. Ya desde ese entonces era considerado una burla ser confundido como un «fresa». Los copycats se extendieron rápidamente por todo el país, y los knock-offs reemplazaron la calidad de las marcas originales por las baratas que engañaban haciéndose pasar como originales.   

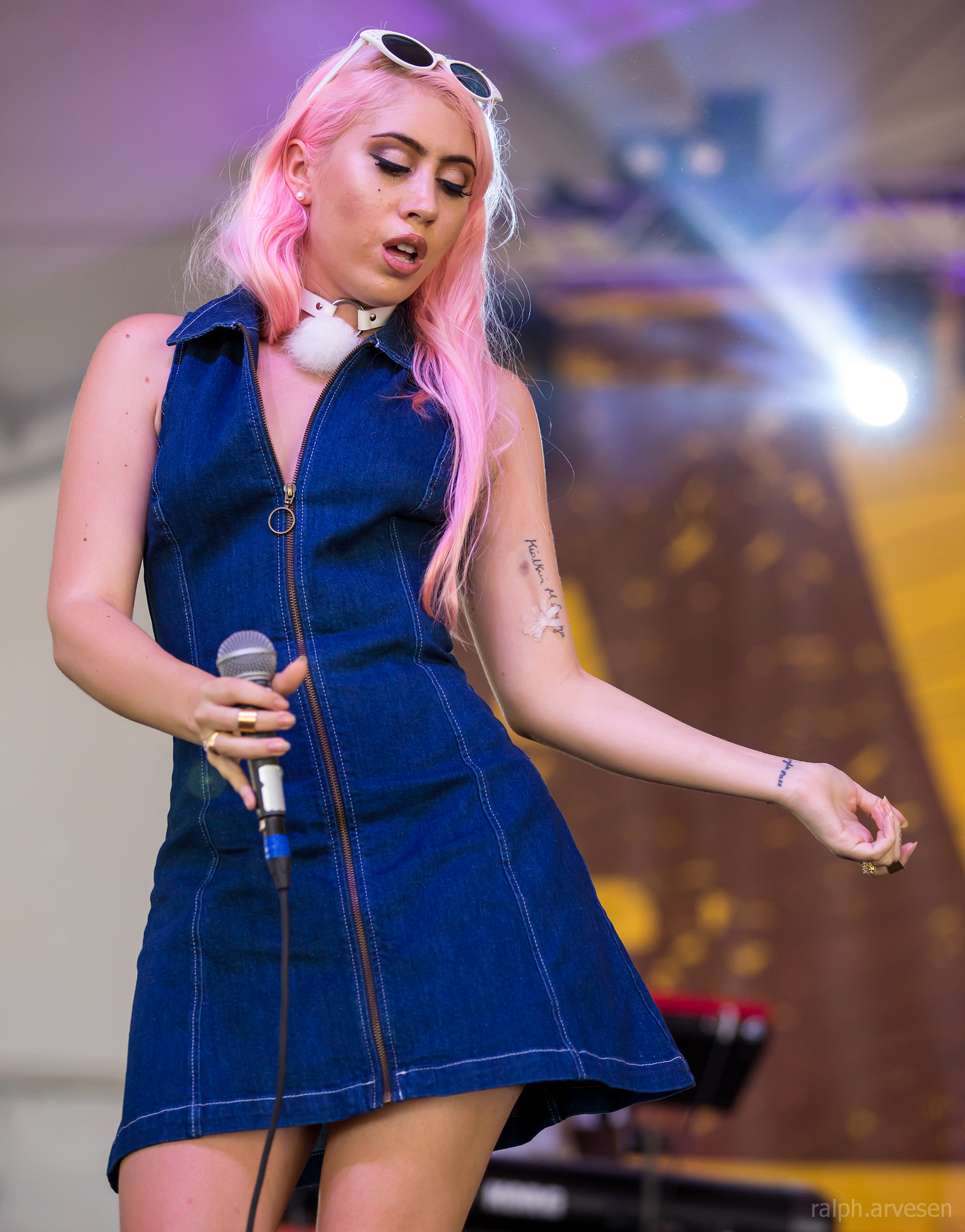
Kali Uchis, ACL 2015 ejemplo de vestimenta y moda fresa.

Sus patrones de consumo han sido comparados con los productos y marcas de estilo «preppy» de Estados Unidos, en marcas de ropa como Dolce & Gabbana, Zara, Ralph Lauren, Abercrombie & Fitch, Reebok, Lacoste, Tommy Hilfiger, Banana Republic, Hugo Boss, Guess, Levi Strauss & Co., Puma, Armani, Calvin Klein y American Eagle. Bandas y artistas de música pop cuya influencia se ha asociado con lo «fresa» son Timbiriche, Menudo, Flans, Maná, Luis Miguel, Sasha, Los Chicos de Puerto Rico, Pandora, Mecano, RBD, Kudai, entre otros. Lugares frecuentados incluyen The News Pedregal, The Magic Circus, Plaza Satélite, Perisur, Santa Fe, Plaza Inn, Chazz y El Ajusco. Además, como parte de la subcultura nació una danza, la «ondulada, en la que se permanece de pie, rebotando de izquierda a derecha mientras imitaba un movimiento «ondulado" con el brazo opuesto (levantado sobre el nivel del hombro al suelo). La revista Eres fue una de las más populares e influyentes entre los adolescentes mexicanos, y la emisora de radio WFM 96.9 fue localmente importante y popular.

## Como subcultura
Los «fresas» han sido descritos como una subcultura. En la cultura popular mexicana con frecuencia son retratados como frívolos, egocéntricos y poco inteligentes, a pesar de pertenecer a familias de la élite socioeconómica del país. Debido a que algunos «fresas» provienen de familias con influencia tanto política como corporativa; en ocasiones son presentados como un comentario sobre la falta de movilidad social y el nepotismo en México. Un indicador de la subcultura «fresa» es el habla/acento, que contrasta con los acentos regionales de sus padres y/o abuelos. La palabra «fresa» también es usada peyorativamente y es poco común como endónimo, siendo más frecuente la expresión «niños bien» o «gente bien», expresiones que de forma regular son empleadas a manera de sátira.
La subcultura fresa usa diferentes palabras y patrones de habla para ser condescendiente con otras personas y usar palabras como "Qué oso" oso significa hacer algo vergonzoso, o me hizo sentir como un oso "Estaba parado a su lado, hizo algo vergonzoso y yo estaba parado allí, sintiéndome como un oso", Neta? (¿es cierto?, chale o chaz! cuando se sorprende, Zero (cero) significa ser nada o nadie, "Él es cero para mí ahora" y X significa "no significa nada" no nos preocupemos por eso ahora" o "él no es nadie en mi vida ahora" o "no tengo la respuesta ahora mismo, no hablemos más de eso". Las palabras del argot mexicano cambian día a día. 

## Personajes ficticios

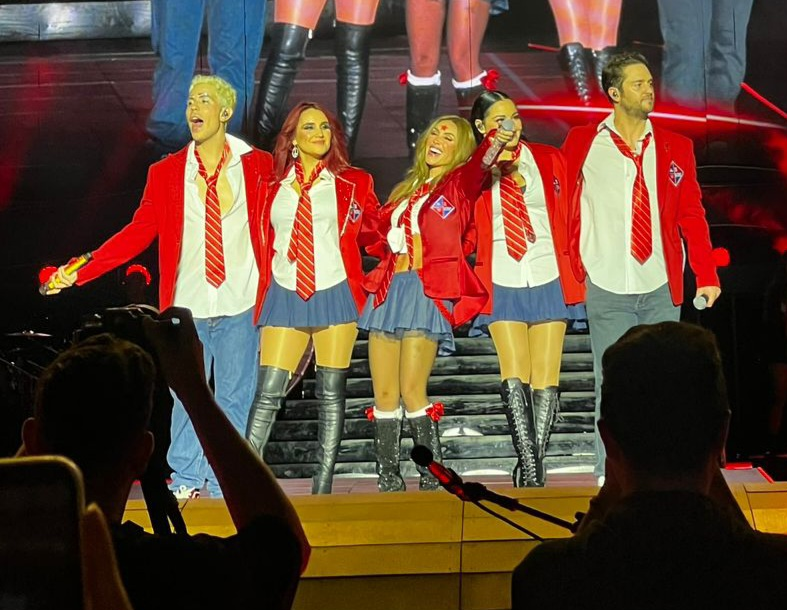
Soy Rebelde Tour - Rio de Janeiro - Nov 10, 2023 – ejemplos de sub cultura fresa en el pop Mexicano.

- La Princesa del Palacio de Hierro (1985) es una persona de Gustavo Sainz, que relata la vida de una joven que estudia en la IBERO y vive de su posición privilegiada.
- Un conocido "fresa" es el personaje ficticio El Pirrurris, creado por el comediante Luis de Alba, una parodia de los llamados juniors, jóvenes y presuntuosos hijos de políticos y empresarios mexicanos. Aunque este personaje es exagerado y no coincide exactamente con los estándares de la vida real fresa, a menudo se menciona como referencia.[9]
- La novela de 1981 Las batallas en el desierto, de José Emilio Pacheco, expone una serie de personajes que representan con precisión diversas subculturas sociales mexicanas a partir de las cuales podemos tener una comprensión más precisa de algunos aspectos sociales en la interacción de la vida real para comprender cómo realmente varios grupos son.
- En la telenovela mexicana Soñadoras Angélica Vale interpreta a Julieta, una adolescente de clase media baja que a menudo se presenta como una persona de la alta sociedad por comportarse como una fresa
- En la película mexicana Amar te duele la personaje Renata y su grupo de amigos serían considerados fresas
- En la telenovela mexicana Amor en custodia el personaje Bábara.
- En la telenovela mexicana Teresa los personajes Paulo y Aída.
- En la telenovela mexicana Rebelde los personajes Mía Colucci y Diego Bustamante
- En la telenovela mexicana Una familia con suerte los personajes Freddy y Mónica son considerados fresas.
- En la telenovela mexicana Amores verdaderos el personaje Nicole "Nikki" Brizz
- En la telenovela mexicana Tú y Yo el personaje de Melissa Álvarez.
- La comedia mexicana de televisión familiar Una familia de Diez, el personaje de Martina es considerada fresa por los espectadores. Su familia lo consideró igual, sobre todo por su primo "La Nena", que siempre usa "fresa" como un insulto porque no son ricos y ella sólo está pretendiendo.